# Clemente Herrero
Clemente Herrero Fabregat (n. Valencia; 1942), geógrafo, pedagogo e historiador español.

## Formación y carrera
Realiza sus estudios de bachillerato en Valencia. En 1967 obtiene la licenciatura en Filosofía y Letras por la universidad de dicha capital, con la tesina Paisaje agrario de Meliana, dirigida por Antonio López Gómez, publicada dos años más tarde por la misma Facultad.

En 1970 se doctora con la tesis Geografía agraria de la huerta de Valencia: "zona Norte".
Ha impartido cursos y seminarios en España, México, Uruguay y Brasil y es autor de numerosas publicaciones, amén de colaborador de las principales revistas de su especialidad. En el periodo 2006-2010 dirige el Departamento de Didácticas Específicas en la Facultad de Formación de Profesorado y Educación, de la Universidad Autónoma de Madrid. Es doctor honoris causa por la Universidad Regional del Noroeste del Estado de Río Grande del Sur (UNIJUÍ) y dirige actualmente la revista Didácticas Específicas.

## Obra
Entre las numerosas temáticas de Clemente Herrero, se pueden destacar las siguientes,:

- Geografía comportamental en ambientes urbanos y espacios simbólicos de la ciudad.
- Geografía de la ciudad de Madrid y de la Comunidad de Madrid.
- Geografía de la huerta valenciana.
- Enseñanza de la Geografía (metodología y enseñanza del profesorado).
- Historia de la Geografía
- Historia de la enseñanza de la Geografía
- Historia de la geografía militar española.

Subrayemos la trascendencia de trabajos del profesor Herrero como La Geografía Militar de España (1818-1936), donde daba noticia de numerosos manuscritos y obras originales hasta entonces olvidados por los especialistas. Comentando esa obra escribiría Teodoro Martín Martín en el Boletín de la Real Sociedad Geográfica:

“El interés de la obra por su temática específica y la documentación empleada, se ve complementado por la competencia de su autor, muy prolífico y reconocido en este campo de la investigación Geográfica. Más de doce libros y decenas de artículos en revistas especializadas confirman su capacitación. Ésta se ha cimentado en una larga y fructífera carrera docente que le llevó desde la cátedra de Institutos a las Universidad Autónoma de Madrid, pasando por las Escuelas de Formación del Profesorado.”

Destaquemos igualmente Madrid visto por los niños, trabajo premiado por el Centro de Investigaciones Pedagógicas de Madrid (1990), donde tras el correspondiente estudio de campo, Herrero analiza la visión de la ciudad por parte de los más pequeños.

## Libros
- Geografía agraria de Meliana, Valencia, Instituto de Geografía Alfonso el Magnánimo, 1969
- Geografía agraria de la huerta de Valencia. Sector norte, Teruel, Ed. Lucha, 1973 (resumen de tesis doctoral)
- Cómo preparar las clases de geografía, Madrid, Anaya, 1980, 2.ª ed. 1985, ISBN 84-207-2013-5
- Cómo preparar una clase de Historia, Madrid, Anaya, 1983, 2.ª ed. 1988
- El Madrid actual, Madrid, Servicio de Educación del Ayuntamiento de Madrid, 1991
- El Madrid medieval, Madrid, Servicio de Educación del Ayuntamiento de Madrid, 1991
- Madrid visto por los niños, Madrid, Centro Madrileño de Investigaciones Pedagógicas, 1992, ISBN 84-87246-08-7.
- Geografía y educación: sugerencias didácticas, Madrid, Huerga y Fierro, 1995, ISBN 84-88564-09-0
- La Sierra Norte de Madrid: El Berrueco, Torrelaguna, Patones y El Atazar, Madrid, Consejería de Educación, Dirección General de Ordenación Académica, 2001,ISBN 84-451-2148-0
- La geografía militar en España (1819-1936), prólogo de Fernando Puell de la Villa, Granada, Grupo Editorial Universitario, 2002, ISBN 84-8491-156-X
- La formación del profesorado en Ciencias Sociales, Ijuí (Brasil), Servicio de Publicaciones de la UNIJUÍ, 2005, ISBN 85-7429-517-5
- Recorridos históricos por Madrid: la calle Mayor, eje del Madrid de los Austrias y los Borbones, Madrid, Ayuntamiento de Madrid, 2007
- Recorridos históricos por Madrid: barrios y murallas en el Madrid medieval, Madrid, Ayuntamiento de Madrid, 2007
- Recorridos históricos por Madrid: el Madrid de las Artes y de las Letras, Madrid, Ayuntamiento de Madrid, 2007
- Recorridos históricos por Madrid: Madrid del siglo XX: el eje Gran Vía - Castellana, Madrid, Ayuntamiento de Madrid, 2007
- El mundo hace crac: Guerras, globalización, catástrofes, Madrid, Silente académica, 2013.
- Os símbolos da cidade de Rio de Janeiro vistos pelos jovens cariocas, Río de Janeiro, Gramma Livraria e Editora, 2017
- El mundo hace crac, Málaga, Primera Línea, 2017, ISBN 9788416159758

### En colaboración
- Con María Herrero Fabregat, Cómo preparar una clase de historia, Madrid, Anaya, 1983,ISBN 84-207-2421-1. 2.ª ed. 1988. Traducido al portugués por Luis Alberto Marques Alves y adaptado a la Geografía de Porto por C. Herrero con el título: Como preparar uma aula de história, Porto (Portugal), Edições Asa, 1988; 2.ª ed. 1991 ISBN 972-41-0627-6
- Con Luisa Esteban Domingo y Amparo Mengod Villar, Conocer la Comunidad de Madrid, Madrid, Huerga y Fierro, 1995, ISBN 84-88564-33-3
- Aproximación a la Comunidad de Madrid, Madrid, Comunidad de Madrid, Dirección General de Ordenación Académica, 1996, ISBN 84-451-1156-6. 2.ª ed. 1999

### Capítulos de obras y ponencias
- "La enseñanza de la Geografía en las Escuelas Universitarias de Formación del Profesorado de E.G.B.", I Encuentro nacional de escuelas universitarias de formación del profesorado de E.G.B: ponencias y comunicaciones: Málaga del 14 al 18 de diciembre de 1981" Málaga, Universidad de Málaga: Instituto de Ciencias de la Educación, 1982
- "Presente y futuro de la Geografía en las Escuelas Universitarias de Magisterio", en Actas del I Encuentro de Profesores de Geografía de Escuelas Universitarias de Magisterio (Barcelona,2,3,4 y 5 de octubre de 1985), coord. Antonio Gómez Ortiz y Jaume Mateu i Giral, Barcelona, Ediciones de la Universidad, 1986, págs. 27-60.
- "Formulaciones curriculares de la Geografía como ciencia social y educativa" en Primeras Jornadas de Didáctica de la Geografía, Valencia, Asociación de Geógrafos Españoles, 1990, ISBN 84-7065-153-6 págs. 237-241
- "La legibilidad de la ciudad de Madrid en niños de 13-14 años", en Segundas jornadas de Didáctica de la Geografía, Burgos, Asociación de Geógrafos Españoles, 1991, ISBN 84-604-1375-6 págs. 155-162
- "Topografía y desarrollo urbano de Madrid: una aplicación didáctica" en Educación y Geografía, Alicante, Universidad de Alicante, 1998, ISBN 84-600-9510-X, págs. 377-387
- "El marco geopolítico andaluz a través de las geografías militares españolas (1819-1900)" Milicia y sociedad en la baja Andalucía (siglos XVIII y XIX), 1999, ISBN 84-86379-42-3, págs. 111-136
- "La formación profesional docente del profesor de geografía: Problemas actuales", Geografía, profesorado y sociedad: teoría y práctica de la geografía en la enseñanza / (coord.) por José Luis González Ortiz, María Jesús Marrón Gaite, 2000, ISBN 84-699-3749-9, págs. 15-46
- "El chicle", en Chucherías, la mirada dulce, Madrid, Universidad Autónoma, 2001, ISBN 84-7477-824-7, págs. 75-78
- "Reflexiones acerca de la geografía comportamental" en Scripta in memoriam. Homenaje al profesor Jesús Rafael de Vera Ferre, ed. de Emilia Mª Tonda Monllor y Antonio Mula Franco, Alicante, Universidad de Alicante, 2001, ISBN 84-699-5082-7
- "La enseñanza de las Ciencias Sociales como un instrumento para la paz y la ciudadanía" en Educación para la paz y la ciudadanía, Barcelona, CEAC-Planeta, 2008, págs. 260-292
- “La enseñanza de la Geografía en la Educación Superior" en La enseñanza de la Geografía en la Educación Superior ¿Formación para la Empleabilidad?, Jaén : Universidad de Jaén, 2008
- "Educación para la paz en el mundo geopolítico actual” en Relações Internacionais. Polaridades.Novos/velhos tenas energentes. São Paulo: CAPES, 2010
- "Geopolítica de la ciudad" In: Gestão territorial e relações urbano-rurais. Río de Janeiro: FAPERJ, 2013
- "Geopolítica de la ciudad: el control de los espacios urbanos". En Ciudad y Educación: antecedentes y nuevas perspectivas. Madrid: Editorial Síntesis, 2015
- "El significado de la experiencia brasileña en mi trayectoria intelectual". Educaçao nas Ciências. Memorias de Ideias y Pratica. Ijui: Editora Unijui, 2016
- "El fin del glacis defensivo europeo y el resurgimiento de Eurasia", en Dinámicas socioespaciais em redes interdisciplinares Río do Janeiro, Editora PUC Río, 2022, ISBN (e-book): 978-65-88831-10-6

## Artículos destacados
- "El avance oriental de la OTAN y la guerra de Ucrania", Didácticas Específicas, n.º 26, 2022, SNN 1989-5240.
- "Importancia geopolítica de la península ibérica en el proceso de transición democrática en España. Su posterior evolución hasta 2021", Didácticas Específicas, n.º 24, 2020, SNN 1989-5240.
- "Estado-nación, globalización y covid-19", Didácticas Específicas, n.º 23, 2020, SNN 1989-5240.
- "Las llaves Mediterráneo", Geopolitical Report Volume, 3, 2018, ISSN 2532-845X
- "Los corredores energéticos en Eurasia", Didácticas Específicas, n.º 18, 2018, ISNN 1989-5240
- "Aproximación a los antecedentes del problema catalán", Didácticas Específicas, n.º 17, 2017, ISNN: 1989-5240
- "Panorama geopolitico del mondo attuale: crisi nell’unione europea" CeSEM. Centro Studi Eurasia-Mediterraneo, marzo de 2017
- "Notas sobre la educación en la Segunda República Española", Didácticas Específicas, n.º 14, 2016, ISNN 1989-5240
- "Política de Seguridad y Defensa en la Educación Secundaria y Bachillerato (enlace roto disponible en Internet Archive; véase el historial, la primera versión y la última).", Instituto Español de Estudios Estratégicos, Documentos de Opinión
- "Introducción a la geopolítica orgánica, cibernética y cognitiva", Brazilian Journal of International Relations, v.3, 2014.
- "Geopolítica y Educación", Revista Contexto & Educação, v.1, 2013
- "La geopolítica cibernética", Revista de Geopolítica, v.3, 2013
- "En torno al concepto de geopolítica clásica", Revista de Geopolitica., v.3, 2012
- "Hacía una didáctica integrada de las Ciencias Sociales", Didácticas Específicas, v.1, 2012.
- "Un nuevo concepto de geografía militar en la primera mitad del siglo XX: la aportación del geógrafo militar Luis Villanueva López-Moreno (1881-1939)", Estudios Geográficos, v. LXXII, 2011
- "Educación y aprendizaje social en el mundo de los catadores de lixo", Didáctica geográfica, v.2, 2009.
- "Estructura y desarrollo de la ciudad de Madrid a través de las maquetas del Museo de la Ciudad", Tarbiya, enero de 2009.
- "La educación para la paz en un mundo geopolítico convulso", Tensões mundiais, enero de 2009.
- "La educación para la paz como condición para la sostenibilidad", UNIJUI, IV Simposium Internacional sobre Formação Docente, 2008.
- "El paradigma crítico-humanista y la formación de valores en el ciudadano", Universidad de Camagüey (Cuba), Conocimiento, educación y valores, ISBN 978-959-16-0598-6, 2007
- "Las colinas simbólicas de las ciudades. El caso de Madrid y Porto Alegre", Terra plural, n.º 2, diciembre de 2007, pgs. 9-28, ISSN 1981-6537.
- "La formación del profesorado en una sociedad globalizada", Educativa, Departamento de Educación de la Universidad católica de Goias, v-9, n.º 2, diciembre de 2006 págs. 161-184.
- "O que é necessário para formar professores/educadores numa sociedade e em aceleradas mudanças, transformações e avanços científicos e tecnológicos", UNIJUI, III Simposiom Internacional sobre Formação docente. 8, 9, 10 de noviembre de 2006.
- "Un modelo de cuaderno de campo para una excursión geográfica por las cuencas de los ríos Henares y Jarama", Didáctica Geográfica, n.º 7 (2006), págs. 277-306
- Pueblos de Madrid: Nuevo Baztán: José de Churriguera y nuevo Baztán: Un oasis artístico en el páramo madrileño, Madrid Histórico, ISSN 1885-5814. N.º 3, mayo-junio de 2006
- Un reino en la Sierra Norte de Madrid: Patones", Madrid Histórico, ISSN 1885-5814, N.º 1, enero-febrero de 2006
- "Un modelo de cuaderno de campo para una excursión geográfica por las cuencas de los ríos Henares y Jarama", Didáctica geográfica, ISSN 0210-492X, n.º 7, 2006, págs. 277-306
- “La Geografía en la Colección Bibliográfica Militar”, Estudios Geográficos, ISSN 0014-1496, Vol. 65, N.º 255, 2004, págs. 343-352
- La formación simbólica del profesorado en geografía, Terra Livre, ISSN 0102-8030, Brasil, N.º 25, jul-dez/2005, págs. 49-65
- "Regeneracionismo, Segunda República y modernización de España", Criterios, ISSN 1695-1840, Instituto de Estudios Políticos de Interés Gallego, N.º 4, 2004, pags. 169-195
- "El medio ambiente urbano y la estructura simbólica de la ciudad: aplicaciones didácticas", Didáctica geográfica, ISSN 0210-492X, N.º. 6, 2004, pags. 49-78
- “La geografía militar española (1819-1936)”, Estudios Geográficos,ISSN 0014-1496, Vol. 63, N.º 247, 2002, pags. 237-259
- “La docencia, uno de los oficios del geógrafo”, Boletín de la Asociación de Geógrafos Españoles, ISSN 0212-9426, N.º. 31, 2001, pags. 185-191
- “La geografía militar española, 1939-1945”, Estudios Geográficos, ISSN 0014-1496, Vol. 59, N.º 232, 1998, págs. 443-472
- “Índice de la Revista de Escuelas Normales (1923-1936): reseñas bibliográficas”, Revista de Educación de la Universidad de Granada, ISSN 0214-0489, N.º 11, 1998, págs. 295-328.
- “Índice de la Revista de Escuelas Normales (1923-1936): artículos”, Revista de Educación de la Universidad de Granada, ISSN 0214-0489, N.º 10, 1997, págs. 287-309
- "Paseo urbano por la ciudad de Madrid: Plaza de la Moncloa, Calle de la Princesa y Plaza de España", Didáctica Geográfica, ISSN 0210-492X, 2.ª época, N.º 2, 1997, págs. 11-24
- “La geografía en la Revista de Escuelas Normales (1923-1936)”, Estudios Geográficos, ISSN 0014-1496, Vol. 57, N.º 222, 1996, págs. 31-65.
- “Pedro Chico Rello y la renovación de la enseñanza de la Geografía en el primer tercio del siglo XX”, Estudios Geográficos, ISSN 0014-1496, Vol. 54, N.º 211, 1993, págs. 237-266.
- “La didáctica de la geografía en las escuelas universitarias de magisterio”, Boletín de la Asociación de Geógrafos Españoles, ISSN 0212-9426, N.º. 8, 1989, págs. 81-91
- “La geografía de la percepción y la radical”, Apuntes de Educación (Serie Ciencias Sociales), ISSN 0214-3526, 1989, N.º 35, págs. 9-12
- "Las corrientes del pensamiento geográfico", ISBN 0214-3526, Apuntes de Educación (Serie Ciencias Sociales), 1989, N.º 35 págs. 2-5
- “Magnitudes geográficas, niveles de análisis y empleo de diferentes escalas”, Apuntes de Educación (Serie Ciencias Sociales), ISBN 0214-3526, 1987, N.º 27, págs. 2-6
- “El mapa de tiempo en la escuela”, Apuntes de Educación (Serie Ciencias Sociales), ISSN 0214-3526, 1987, N.º 26, págs. 12-15
- "La Hacienda española durante el siglo XIX. Comentario al libro de Joaquín del Moral Ruíz: Hacienda central y haciendas locales. Madrid, Instituto de la Administración Local, 1984", Bulletin d'histoire contemporaine de l`Espagne, ISSN 0987-4135, 1985, Francia, Université de Pau, N.º 1-2
- “Análisis, localización y representación cartográfica de los hechos geográficos”, Apuntes de Educación (Serie Ciencias Sociales), ISSN 0214-3526, 1981, N.º 1, págs. 13-15
- “El estado y la expansión económica en la España isabelina”, Agricultura y Sociedad, ISSN 0211-8394, 1981, N.º 17, págs. 245-247
- “La agricultura y su influencia en la expansión económica española de mediados del siglo XIX (1850-1870)”, Agricultura y Sociedad, ISSN 0211-8394, 1980, N.º 14, págs. 263-265
- El latifundio en Andalucía, Arbor, ISSN 0210-1963, 1980, N.º 410
- “Sociología de las ciudades españolas”, Agricultura y Sociedad, ISSN 0211-8394, 1979, N.º 11, págs. 317-319
- “Demografía”, Arbor, ISSN 0210-1963, 1977, N.º 381-382, págs. 135-138

### En colaboración
- Con Montserrat Pastor Blásquez, "Aproximación a la formación de profesores de ciencias sociales en la enseñanza superior" Camine, Caminhos da Educaçao, vol 9, n.º 1, ISSN 2175-4217
- Con Montserrat Pastor Blásquez, "Evaluación continua de las competencias en Ciencias Sociales en el título de maestro de educación primaria", Revista Electrónica de Investigación en Educación en Ciencias (En línea), v.1, 2011.
- Con Montserrat Pastor Blásquez, "Las competencias en ciencias sociales en el título de maestro de educación primaria", Didáctica Geográfica, n.º 11, 2011
- Con Eugenio García Almiñana, Antonio Gómez Ortiza, María del Carmen González Muñoz y Gloria Sanz Sanjosé, “El Grupo de Didáctica de la Asociación de Geógrafos Españoles”, Boletín de la Asociación de Geógrafos Españoles, 1989.